# 西兰岛海岸铁路
西兰岛海岸铁路（丹麦语简称：Kystbanen，丹麦语全称：Den sjællandske Kystbane，中文又称：丹麦海岸铁路）是一条全线位于丹麦西兰岛东北部的首都大区的一条铁路线路，因沿海岸线行进而得名，连接哥本哈根和赫尔辛格。全线大致呈南北走向；现时南起哥本哈根火车总站，北至赫尔辛格站。1897年8月2日首通，现由丹麦国家铁路运营。西兰岛海岸铁路是连接哥本哈根和赫尔辛格间线路最短的铁路线路（通车更早的西兰岛北线铁路同样连接哥本哈根和赫尔辛格，但向西绕了一个大弯）。

## 历史

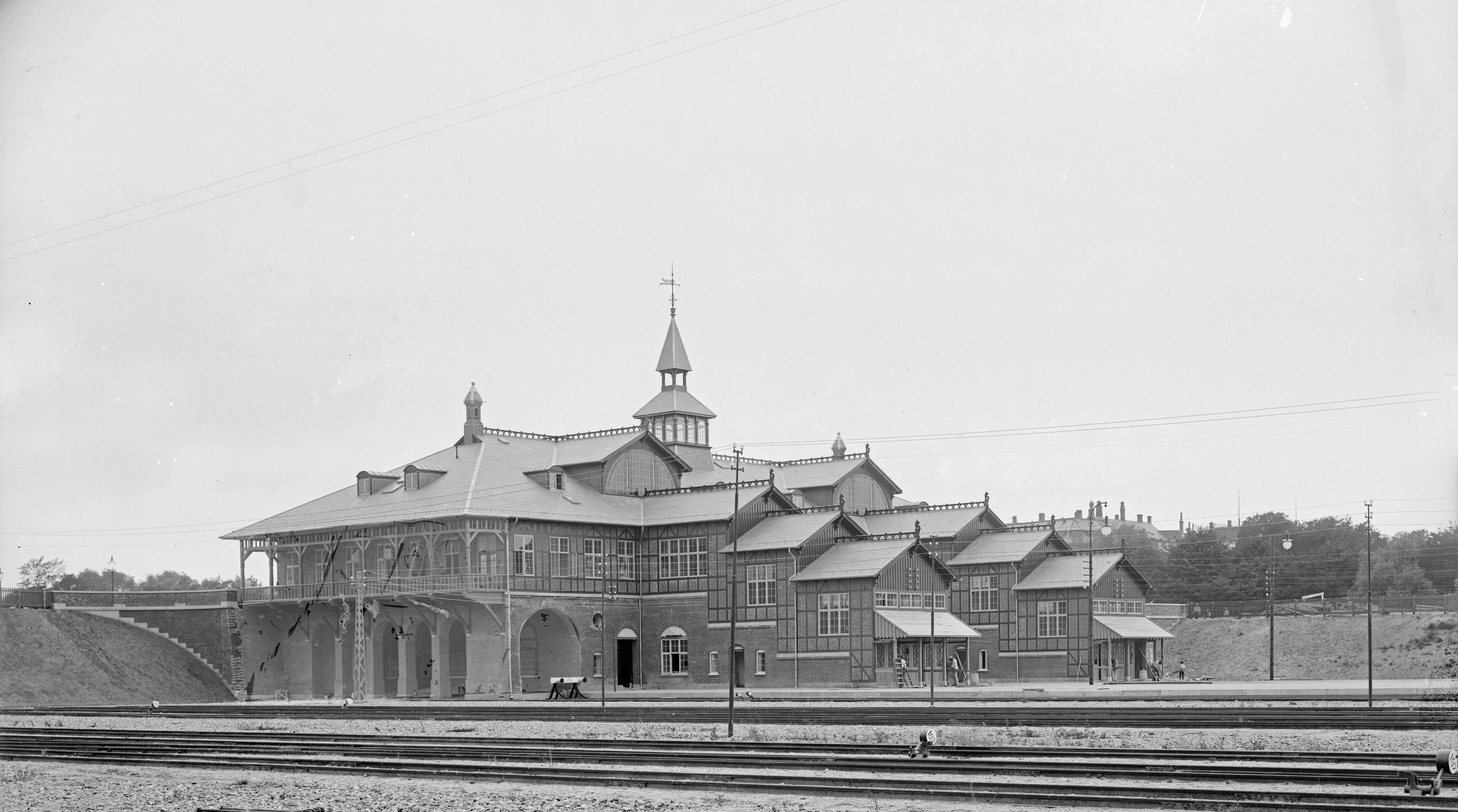
雪后的东关厢站（今东门站），拍摄于1897年启用后不久。该站现为西兰岛海岸铁路的中途站。

早在19世纪中期丹麦铁路的童年时代，就有连接哥本哈根和赫尔辛格的铁路规划。第一条连接哥本哈根和赫尔辛格的铁路为1864年全线通车的西兰岛北线铁路。而今天西兰岛海岸铁路的前身则是1863年7月22日首通的克兰彭堡铁路。1890年，时任丹麦内政部长、丹麦保守人民党人士汉斯·皮特·英格斯勒夫提出了修建连接克兰彭堡至赫尔辛格铁路的设想，但直至4年后才正式动工。当时的丹麦战争部希望有一条途径韦兹拜克的铁路；并主张铁路线不要离海岸线太近，以增加敌人由厄勒海峡进攻铁路的难度。林业部门要求修建该铁路时不能破环森林。民间也有不少人参与了有关这条铁路选线及设站的活动。19世纪60年代修建海勒鲁普站的目的是因为该处为西兰岛北线铁路和克兰彭堡铁路的交汇处，而非该处需要一座火车站。
1897年8月2日，西兰岛海岸铁路通车，通车初期的南端终点站为东关厢站（今东门站），北端终点与今天一样为赫尔辛格站。时任丹麦国家铁路首席建筑师海因里克·文克主持了西兰岛海岸铁路上多座车站的设计工作。1917年12月1日，连接东关厢站（今东门站）↔哥本哈根火车总站的哥本哈根大街铁路投入运营，西兰岛海岸铁路的南端终点随之延至今天的哥本哈根火车总站。西兰岛海岸铁路电气化工程1982年在尼沃开工，1986年3月19日竣工。

## 与克兰彭堡铁路的关系

### 曾经
历史上，克兰彭堡铁路为今天西兰岛海岸铁路的前身，今西兰岛海岸铁路即是在克兰彭堡铁路的基础上延伸、升级而来。

### 现状
西兰岛海岸铁路与克兰彭堡铁路均为丹麦国家铁路所属的铁路线路。现时的西兰岛海岸铁路与克兰彭堡铁路哥本哈根火车总站↔克兰彭堡站区间并列布置，有部分资料将克兰彭堡铁路视为西兰岛海岸铁路哥本哈根火车总站↔克兰彭堡站区间的3、4线，但两者的定位与电气化制式均有较大差异，轨道亦相对独立。包括西兰岛海岸铁路在内的丹麦国家铁路所属的主线铁路采用交流 25千伏 50赫兹 架空电缆供电，包括克兰彭堡铁路在内的由哥本哈根市郊铁路使用的线路采用直流 1650伏 架空电缆供电。这使得丹麦国家铁路所属的主线铁路与哥本哈根市郊铁路的电气化火车难以通用，哥本哈根市郊铁路的轨道亦与主线铁路相对独立，尽管很多车站共用。克兰彭堡铁路供丹麦国家铁路下属的哥本哈根市郊铁路使用，西兰岛海岸铁路供主线铁路列车使用。西兰岛海岸铁路哥本哈根火车总站↔克兰彭堡站区间所有的车站均为克兰彭堡铁路车站。克兰彭堡铁路的部分车站虽然有西兰岛海岸铁路股道从克兰彭堡铁路股道旁经过，但这些车站不属于西兰岛海岸铁路车站（无西兰岛海岸铁路站台、无西兰岛海岸铁路列车停靠、西兰岛海岸铁路股道与克兰彭堡铁路股道相对独立）。

## 历代机车和动车组
西兰岛海岸铁路使用的轨道交通车辆自通车之日起经历了多次升级换代，从老式的蒸汽机车到现代化的内燃机车、电力机车、柴油动车组、电力动车组。运营方自1935年起开始用柴油动车组取代蒸汽机车，这一换代工作于1965年完成。20世纪80年代电气化至今，又先后有多型电力机车和电力动车组行走在西兰岛海岸铁路上。

### 现使用动车组
| 型号              | 图片          | 类型       | 最高运营速度 | 使用数量 | 编组    | 座位数                             | 制造时间      | 服务时间 | 备注             |
| ----------------- | ------------- | ---------- | ------------ | -------- | ------- | ---------------------------------- | ------------- | -------- | ---------------- |
| 厄勒列车          |               | 电力动车组 | 180千米/小时 | 不详     | 3节编组 | 237座 （其中29个折叠式座椅）       | 2000年—2002年 | 2001年—  |                  |
| 厄勒列车          | 2010年—2011年 | 电力动车组 | 180千米/小时 | 不详     | 3节编组 | 237座 （其中29个折叠式座椅）       | 2010年—       |          |                  |
| 区际4型电力动车组 |               | 电力动车组 | 180千米/小时 | 20列     | 4节编组 | 219座—227座 （其中20个折叠式座椅） | 1993年—1995年 | 1995年—  | 主要用于高峰时段 |

### 曾经使用动车组
| 型号                   | 图片 | 类型       | 最高运营速度 | 座位数    | 制造时间      | 服务时间     |
| ---------------------- | ---- | ---------- | ------------ | --------- | ------------- | ------------ |
| 丹麦国铁MO型柴油动车组 |      | 柴油动车组 | 120千米/小时 | 37座—52座 | 1935年—1958年 | 至1970年前后 |

### 曾经使用机车
| 型号                  | 图片 | 类型     | 最高运营速度 | 使用数量 | 制造时间                    | 服务时间      | 备注                                                 |
| --------------------- | ---- | -------- | ------------ | -------- | --------------------------- | ------------- | ---------------------------------------------------- |
| 丹麦国铁EA型电力机车  |      | 电力机车 | 140千米/小时 | 22台     | 1984年—1986年 1992年—1993年 | 1986年—2009年 | 丹麦国家铁路除哥本哈根市郊铁路列车外的第一型电动火车 |
| 丹麦国铁ME型柴油机车  |      | 柴油机车 | 140千米/小时 | 37台     | 1981年—1983年 1986年        | 1981年—2009年 |                                                      |
| 丹麦国铁MZ型柴油机车  |      | 柴油机车 | 140千米/小时 | 不详     | 1967年—1978年               | 1967年—1995年 |                                                      |
| 丹麦国铁MY型柴油机车  |      | 柴油机车 | 133千米/小时 | 不详     | 1954年—1965年               | 至1990年前后  |                                                      |
| 丹麦国铁MX2型柴油机车 |      | 柴油机车 | 133千米/小时 | 不详     | 不详                        | 不详          |                                                      |
| 丹麦国铁S型蒸汽机车   |      | 蒸汽机车 | 90千米/小时  | 20台     | 1924年                      | 1924年—1965年 |                                                      |
| 丹麦国铁K型蒸汽机车   |      | 蒸汽机车 | 100千米/小时 | 100台    | 1893年—1902年               | 1897年—1924年 |                                                      |
| 丹麦国铁O型蒸汽机车   |      | 蒸汽机车 | 70千米/小时  | 36台     | 1896年—1901年               |               |                                                      |

## 运营中车站
| 车站名称         | 车站照片 | 里程     |
| ---------------- | -------- | -------- |
| 哥本哈根火车总站 |          | 0千米    |
| 北门站           |          | 1.5千米  |
| 东门站           |          | 2.9千米  |
| 海勒鲁普站       |          | 7.8千米  |
| 克兰彭堡站       |          | 13.3千米 |
| 斯科斯堡站       |          | 18.8千米 |
| 韦兹拜克站       |          | 22.1千米 |
| 龙斯泰兹海岸站   |          | 26.1千米 |
| 科克代尔站       |          | 29.1千米 |
| 尼沃站           |          | 32.5千米 |
| 胡姆勒拜克站     |          | 36.3千米 |
| 埃斯珀盖勒站     |          | 40.0千米 |
| 斯内克斯滕站     |          | 42.7千米 |
| 赫尔辛格站       |          | 46.2千米 |